# Lewis Mumford
Lewis Mumford, ameriški zgodovinar, sociolog, filozof tehnologije in literarni kritik, * 19. oktober 1895, New York, † 26. januar 1990.
Najbolj poznan je po svoji študiji mest in urbane tehnologije. Največji vpliv nanj je imel škotski teoretik Sir Patrick Geddes. Sodeloval je tudi z britanskim sociologom Victorjem Branfordom in prijateljeval z znanimi arhitekti in urbanisti, kot so Frank Lloyd Wright, Clarence Stein, Frederic Osborn in Edmund N. Bacon.

## Življenje
Rodil se je 19. oktobra 1985 v soseski Flushing v Queensu, New York. Leta 1918 se je pridružil ameriški mornarici in služil v prvi svetovni vojni.
Zapustil jo je leto kasneje in postal eden izmed urednikov revije The Dial. Kasneje je delal za The New Yorker, kjer je pisal arhitekturne kritike in komentarje urbanih problemov kar 30 let. Njegove arhitekturne kritike so pripomogle k večji prepoznavnosti mnogih arhitektov.
Leta 1922 se je poročil s Sofio Wittenberg, kasneje Mumford, ki je obenem urejala njegove članke in dela. Imela sta dva otroka.
26. januarja 1990 je umrl v 94. letu starosti v svojem dom v Ameniji, v New Yorku. Tam je sedem let za njim umrla tudi njegova žena Sofia.

## Šolanje
Obiskoval je Stuyvesant High School in jo leta 1912 tudi zaključil. Študiral je na City College of New York in The New School for Social Research, vendar je bil šolanje primoran opustiti, ker je zbolel za tuberkulozo. Med študijem je spoznal Patricka Geddesa, pionirja modernega urbanizma.

## Ideje

### Megatehnika
Mumford je kritiziral trend moderne tehnologije, ki poudarja konstantno, neomejeno širitev, proizvodnjo in nadomestitev. Trdil je, da ta prizadevanja preprečujejo tehniško popolnost, trajnost, družbeno zmogljivost in splošno človeško zadovoljstvo. Moderna tehnologija, ki jo je poimenoval megatehnika, je neuspešna pri proizvodnji trajnih in kvalitetnih izdelkov zaradi kapitalistične in potrošniške težnje. 

### Biotehnika
Mumford je bil globoko zaskrbljen glede razmerja med tehniko in bioviabilnostjo oziroma bio-izkoristkom, to je zmožnost območja, da oskrbuje tamkajšnje življenje. Z razvojem tehnologije, se bio-izkoristek dramatično zmanjša, primer česar je manjša možnost preživetja organizmov v ekološko onesnaženih območjih. Verjel je, da propadanje bio-izkoristka ni nujen rezultat razvoja tehnologije, saj je bil prepričan, da je možno razviti ekološko odgovorne in varne tehnologije. Te je poimenoval biotehnike. Prepričan je bil, da bi družba, osnovana okoli biotehnik, obvladovala svojo tehnologijo zavoljo ohranitve razmerja med stanjem okolja in tam živečih organizmov. 
Menil je, da so mnoge tehnologije, ki so se razvile v megatehničnem kontekstu, prinesle nenamerne in škodljive stranske učinke poleg mnogih pridobitev, ki so nam jih prinesle. Trdil je tudi, da biotehnična družba ne bi potrjevala megatehničnega prepričanja, da se mora tehnologija razvijati brez prestanka. Namesto megatehnične težnje po moči, bi biotehnična družba ohranjala živost in »plehkost« , kakor jo je poimenoval Mumford. To je homeostatsko razmerje med potrebami in dobrinami. 
Mumfordova kritika današnjih mest in njegova vizija mest, ki so organizirana okoli narave človeških teles, sta izredno pomembni za vsa Mumfordova dela o mestnem življenju in urbanem oblikovanju in sta zakoreninjeni v biotehniški ideji o živosti. 

### Politehnika in monotehnika
Ključna ideja, ki jo je predstavil v delu Technics and Civilizaton je bila o dvojnosti tehnologije.
1. Politehnika, ki vključuje več različnih vrst tehnologij in s tem omogoča kompleksno nosilno konstrukcijo za reševanje človeških problemov.
2. Monotehnika, ki je tehnologija le sama zase in zatira človeštvo s tem, ko se giblje po svoji lastni tirnici.

S tem konceptom je kritiziral ameriške transportne mreže kot monotehnične v njihovi odvisnosti od avtomobilov.

### Tri dobe civilizacije
Človeško civilizacijo je razdelil na tri dobe:
1. eotehnika v srednjem veku (1000-1800),
2. paleotehnika v času industrijske revolucije (1700-1900),
3. neotehnika dandanes (od 1900- ).

### Megastroji
Mumford je med drugim izpostavil tudi velike hierarhične organizacije kot megastroje. To so stroji, ki uporabljajo ljudi, kot svoje komponente. Kot primer najnovejšega megastroja je izpostavil moderne tehnokratske nuklearne moči, kot sta ZDA in Sovjetska zveza. Pojasnil je, da je natančna pozornost računovodstvu, standardizaciji in dvigu vojaških vodij do visokega statusa, ena izmed spontanih značilnosti megastrojev skozi zgodovino. Za primer je vzel ponavljajočo naravo egipčanskih slik, ki so upodabljale poveličane faraone in kasnejše javne poveličane portrete komunističnih vodij, kot sta Mao Zedong in Josip Stalin. Ključna za konstrukcijo megastrojev je ogromna birokracija ljudi, ki služijo kot strežniške enote, saj delajo brez etične vpletenosti.

### Ura kot znanilec industrijske revolucije
Ena izmed poznanih Mumfordovih študij je tudi o načinu, s katerim so menihi v srednjem veku razvili mehanično uro, ki jo je kasneje prevzela ostala civilizacija. To je videl kot ključni izum industrijske revolucije in ne parnega stroja. 

### Urbana civilizacija
V knjigi The City in History je raziskoval napredek urbane civilizacije. Bil je strogo kritičen do urbane širitve in je menil, da je struktura modernih mest delno odgovorna za mnogo socialnih problemov v zahodnem svetu. Poudarjal je, da bi moralo urbano načrtovanje dajati večji poudarek na razmerje med ljudmi in njihovim življenskim okoljem. Kot primer “idealnega mesta” je izpostavil srednjeveško mesto, sodobna mesta pa je primerjal z rimskimi vedno večjimi megalopolisi, ki se na koncu vedno porušijo. Mumford tako zagovarja, da bodo sodobna mesta doživela enako usodo, če bodo nadaljevala po tej poti. Bil je kritičen do urbane družbe in nezaupljiv do rastoče finančne industrije in političnih struktur, saj je menil da ne služijo skupni kulturi. Bal se je urbanizacije, politike in odtujitve.

## Dela
- The Story of Utopias ,1922, Viking Press.
- Sticks and Stones, 1924, Boni and Liveright.
- Architecture, 1926, American Library Association.
- The Golden Day, 1926, Boni and Liveright.
- Herman Melville: A Study of His Life and Vision, 1929, Literary Guild of America.
- The Brown Decades: A Study of the Arts in America, 1865–1895,  1931, Harcourt, Brace.
- Technics and Civilization, 1934, Harcourt, Brace.
- The Culture of Cities, 1938, Harcourt, Brace and company.
- The Condition of Man, 1944, Harcourt, Brace.
- The Conduct of Life, 1951,Harcourt, Brace.
- Faith for Living, 1940, Harcourt, Brace.
- The South in Architecture, 1941,Harcourt, Brace.
- City Development, 1945, Harcourt, Brace.
- Values for Survival, 1946, Harcourt, Brace.
- Art and Technics, 1952, Oxford University Press.
- In the Name of Sanity, 1954, Harcourt, Brace.
- The Transformations of Man, 1956, Harper.
- The City in History, 1961,  Harcourt, Brace & World.
- The Highway and the City, 1963, Harcourt, Brace & World.
- The Myth of the Machine (dve deli):
  - Technics and Human Development, 1967, Harcourt, Brace & World.
- he Pentagon of Power, 1970, Harcourt, Brace, Jovanovich.
- The Urban Prospect, 1968 Harcourt, Brace & World.
- My Work and Days: A Personal Chronicle, 1979, Harcourt Brace Jovanovich.
- Sketches from Life: The Autobiography of Lewis Mumford, 1982, Dial Press.
- The Lewis Mumford Reader , 1986, Pantheon Books.

V slovenščino je prevedeno delo The City in History. Slovenski naslov je Mesto v zgodovini. Knjigo je leta 1967 izdala DZS.